# Прашки метро
Прашки метро (чеш. Pražské metro) је основни вид транспорта у Прагу, главном граду Чешке Републике. Има 3 линије са укупном дужином 65,2 км, 61 станицу и дневно га користи 1,55 милиона путника (2021). Прашки метро је једини систем свог типа у Чешкој; у време Чехословачкој постојали су планови за изградњну метроа у Братислави. Сваких 4-5 година проширује се кратким секцијама.
Прашки метро данас има три линије: А (зелена), B (жута) и C (црвена). У самом центру града се налазе три станице у којима путници могу да промене линије, на исти начин као и у неким другим градовима (Харков, Кијев итд).
Први планови за иградњу метроа у Прагу појавили се на крају 19. века. Неколико месеци пре почетка Другог светског рата основана је била канцеларија за систем брзог трамваја, али све редове прекинуо је рат. Кад је током 60-их година Праг проширен на правцу истока и југа, новим деловима града, углавном у „Јужном граду“, било је потребан брз саобраћај. 1966. године почели су први радови на изградњи брзог трамваја, који су прашке власти 1969. године промениле на систем метроа. Прва секција линије C отворена је 9. маја 1974. године уз манифестацију пријатељства између Чехословачке и Совјетског Савеза. На прузи дужине 9 км возили су путнике совјетски возови Ечс, слични као у руским градовима. 1978. године и 1985. године отворене су линије А и B; после 1989. године важно је постало питање модернизације целог система да би испунио стандарде западне Европе. Прашки метро је добио нове возове (М1 израђене у прашкој фабрици Siemens и модернизиране совјетске из плзењске фабрике Шкода). 

## Историја
Иако је систем метроа у Прагу релативно нов, идеја о подземном транспорту у Прагу датира много година уназад. Први предлог за изградњу подземне железнице дао је Ладислав Рот 1898. Он је подстакао градско веће да искористи чињеницу да се делови централног града већ откопавају за канализацију. Рот је желео да у исто време почну да копају тунеле за железницу. План су, међутим, демантовале градске власти. Други предлог из 1926., Бохумила Беладе и Владимира Листа, први је употребио термин „Метро“, и иако ни он није прихваћен, послужио је као импулс за кретање ка стварном решењу брзо развијајућег саобраћаја у Прагу.
Током 1930-их и 1940-их, одвијали су се интензивни радови на пројектовању и планирању, узимајући у обзир два могућа решења: подземни трамвај и "прави" метро који има свој независни систем железница. После Другог светског рата сви радови су обустављени због лоше економске ситуације у земљи, иако су три линије, A, B и C, биле скоро у потпуности пројектоване.

## Распоред система и станице
Прашки метро је радијалан, при чему свака линија пролази кроз центар града од терминала на периферији; међутим, линије се не спајају на једној централној станици. Уместо тога, три линије формирају троугао у центру града, са три трансфер станице на врховима троугла: Флоренц, Мостек и Музеум. Свака трансфер станица има два хола, по један хол за сваку линију.
Већина станица има један острвски перон у центру који опслужује оба смера. Подземне станице имају раван плафон понекад ослоњен на стубове, док су дубоко уграђене станице већи тунели са тунелима за пруге са сваке стране. Зидови многих станица су украшени обојеним алуминијумским панелима; свака станица има своју боју. Неке станице се сматрају једним од најлепших у Европи.
| Линија | Боја   | Отворена           | Година последњег проширења | Дужина (км) | Број станица   |
| ------ | ------ | ------------------ | -------------------------- | ----------- | -------------- |
| A      | зелена | 1978               | 2015                       | 17,1        | 17             |
| B      | жута   | 1985               | 1998                       | 25,6        | 24             |
| C      | црвена | 1974               | 2008                       | 21,4        | 20             |
| D      | плава  | планирана за 2031. | 2031                       | 0           | 10 (очекивано) |
| Укупно | Укупно | Укупно             | Укупно                     | 63,1        | 61             |

## Будући планови
Још једна фаза продужетка линије А била је планирана од Немоћнице Мотол до аеродрома Вацлав Хавел, али је веома вероватно да ово продужење неће бити изграђено и да ће аеродром уместо тога бити опслужен новом железничком пругом.

### Линија D
Постоје планови за изградњу нове линије D (плаве), која ће повезати центар града са јужним деловима града. Према тренутним плановима, линија ће бити дуга 11 километара, почињати у центру града и водити до Вршовице, Крча, Либуша и Писнице. Планирано је да први део линије D буде изграђен између 2022. и 2029.

### Линија E
Такође постоје планови за линију Е, која ће вероватно бити кружна. Тачна рута још није одређена. Почетком 21. века вођене су дискусије о томе у вези са плановима за организовање Летњих олимпијских игара у Прагу, које су, међутим, окончане.

## Карте
Прашки метро ради по систему доказа о плаћању, као и остатак PID мреже. Путници морају купити и валидирати карту пре уласка у плаћену зону станице. Постоје униформисани и цивилни контролори који насумично проверавају карте путника унутар плаћене зоне.
Основне појединачне карте коштају 40 круна (од 1. августа 2021.) за вожњу од 90 минута или 30 круна за вожњу од 30 минута. У новембру 2007. уведена је куповина основних појединачних карата за преседање и дневних карата путем СМС-а (доступно само са чешких мобилних телефона).
Краткорочне туристичке карте су доступне за периоде од 24 сата (120 круна) и 3 дана (330 круна). Од 2019. појединачне карте и краткорочне карте могу се купити онлајн помоћу апликације за паметне телефоне PID Lítačka. Од априла 2019. појединачне и 24-часовне карте могу се купити и у сваком трамвају и на свим метро станицама, коришћењем бесконтактног плаћања, укључујући апликације за плаћање попут Google Pay-а или Apple Pay-а. Такве карте су већ валидиране од тренутка куповине.
Старији грађани старији од 65 година и деца до 14 година могу се возити бесплатно.